# Orono (Minnesota)
Pour les articles homonymes, voir Orono.
Orono (en anglais [ˈɒrənoʊ]) est une ville du comté de Hennepin (Minnesota), aux États-Unis, d'une population de 7 437 habitants au recensement de 2010.